# ميراندا غاريسون
ميراندا غاريسون (بالإنجليزية: Miranda Garrison)‏ هي مصممة رقص وممثلة أمريكية، ولدت في 1950.

## وصلات خارجية
- ميراندا غاريسون على موقع IMDb (الإنجليزية)
- ميراندا غاريسون على موقع ديسكوغز (الإنجليزية)
- ميراندا غاريسون على موقع قاعدة بيانات الفيلم (الإنجليزية)